# Grebin
Grebin là một đô thị thuộc huyện Plön, trong bang Schleswig-Holstein, nước Đức. Đô thị Grebin có diện tích 24,14 km², dân số thời điểm 31 tháng 12 năm 2006 là 989 người.